# Plexauridae
Plexauridae is een familie van zachte koralen uit de orde van Alcyonacea.

## Verspreiding en leefgebied
Zij bestaan uit 8 soorten waarvan sommige vooral op Caribische koraalriffen en anderen, zoals de soorten uit het geslacht Eunicella op rotsformaties van de Middellandse Zee voorkomen. Het gele hoornkoraal uit de Middellandse Zee (Eunicella cavolini) groeit meestal in struikachtige kolonies op schaduwrijke plaatsen waar een sterke dwarsstroming staat. Deze bossen kunnen wel 50 cm hoog worden.

## Geslachten
- Acanthacis Deichmann, 1936
- Acanthomuricea Hentschel, 1903
- Alaskagorgia Sánchez & Cairns, 2004
- Anthomuricea Studer, 1887
- Anthoplexaura Kükenthal, 1908
- Astrogorgia Verrill, 1868
- Astromuricea Germanos, 1895
- Bayergorgia Williams & Lopez-Gonzalez, 2005
- Bebryce Philippi, 1841
- Chromoplexaura Williams, 2013
- Cryogorgia Williams, 2005
- Dentomuricea Grasshoff, 1977
- Discogorgia Kükenthal, 1919
- Echinogorgia Kölliker, 1865
- Echinomuricea Verrill, 1869
- Elasmogorgia Wright & Studer, 1889
- Eunicea Lamouroux, 1816
- Euplexaura Verrill, 1869
- Heterogorgia Verrill, 1868
- Hypnogorgia Duchassaing & Michelotti, 1864
- Lapidogorgia Grasshoff, 1999
- Lepidomuricea Kükenthal, 1919
- Lytreia Bayer, 1981
- Menacella Gray, 1870
- Menella Gray, 1870
- Mesogligorgia Lopez-Gonzalez, 2007
- Muricea Lamouroux, 1821
- Muriceides Wright & Studer, 1889
- Muriceopsis Aurivillius, 1931
- Paracis Kükenthal, 1919
- Paramuricea Koelliker, 1865
- Paraplexaura Kükenthal, 1909
- Placogorgia Wright & Studer, 1889
- Plexaura Lamouroux, 1812
- Plexaurella Kölliker, 1865
- Psammogorgia Verrill, 1868
- Pseudoplexaura Wright & Studer, 1889
- Pseudothesea Kükenthal, 1919
- Scleracis Kükenthal, 1919
- Spinimuricea Grasshoff, 1992
- Swiftia Duchassaing & Michelotti, 1864
- Thesea Duchassaing & Michelotti, 1860
- Trimuricea Gordon, 1926
- Villogorgia Duchassaing & Michelloti, 1862